# ブリュッセル

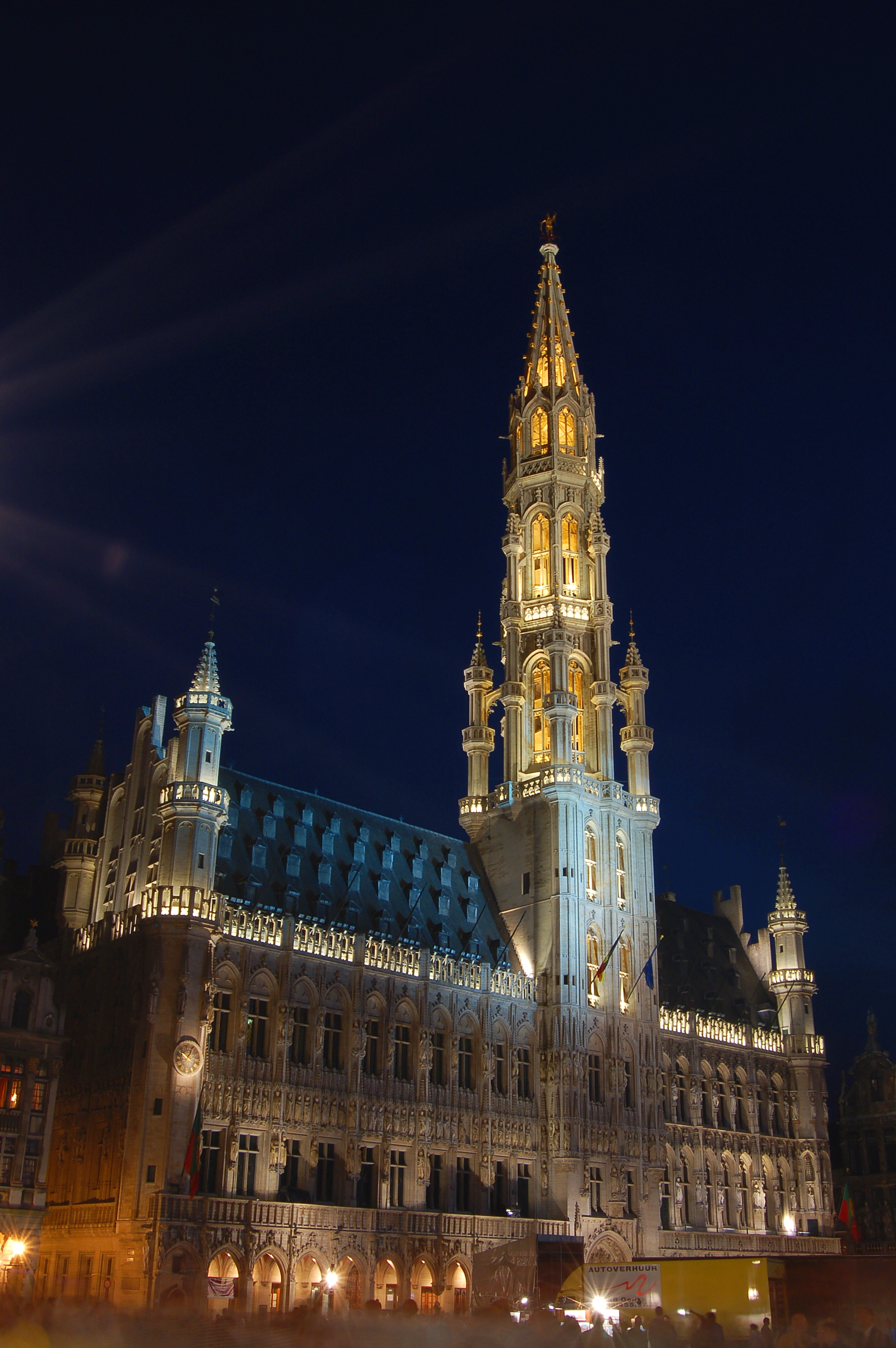
ブリュッセル市庁舎

ブリュッセル首都圏地域（フランス語: Région de Bruxelles-Capitale、オランダ語: Brussels Hoofdstedelijk Gewest、英語: Brussels-Capital Region）、通称ブリュッセル（フランス語: Bruxelles [bʁysɛl] ( 音声ファイル)、オランダ語: Brussel [ˈbrʏsəɫ] ( 音声ファイル)、ドイツ語: Brüssel [ˈbʀʏsl]、英語: Brussels [ˈbɹʌs(ə)ɫ̩z]、ブラッセル）は、ベルギーの首都。域内に憲法上の首都であるブリュッセル市があるが、実際にはブリュッセル首都圏地域全体で首都機能を果たしている。名称は「沼、湿地（bruoc、bruc、broek）」、「家（sella、zele）」という単語から来ている。
人口124万人（2023年）。面積は161km2と比較的狭く、約30km2の森林地域を除いて、その領域のほとんどが市街化されている。

## 概要
ベルギーの連邦構成主体の一つであるブリュッセルは19の基礎自治体から構成され、その一つが憲法上の首都であるブリュッセル市（仏: Ville de Bruxelles、蘭: Stad Brussel）である。フランスのパリの20の行政区と比較されることもあり「小パリ」とも呼ばれている。しかし、パリとは違い全体を統括する「市長」がいないのが特徴である（ブリュッセル全体を統括する人物は「ブリュッセル首都圏地域政府首相」である）。
2013年に行われたアメリカのダウ・ジョーンズらによる調査は、ブリュッセルを世界24位の金融センターと評価している。2019年、アメリカのシンクタンクが公表したビジネス・人材・文化・政治などを対象とした総合的な世界都市ランキングにおいて、世界第12位の都市と評価されており、特に政治的評価が高かった。
ブリュッセルはフランス語とオランダ語の公式な2言語地域であり、市民は多数のフランス語話者（85%から90%を占める）と少数のフラマン語話者（10%から15%を占める）に分かれるため、街中にある看板、標識、駅名などは、フランス語、オランダ語の二ヶ国語表示が義務付けられている。市民は話す言語によって通う学校などが異なり、フランス語、オランダ語話者に対する文教、言語政策についてはそれぞれフランス語共同体政府とフランデレン政府が担当する。ブリュッセルはベルギーを南北に分割する言語境界線の北側にあり、フランデレン地域の首都でもあり、フランデレン地域の政府と議会が置かれている。
フラマン系とワロン系の2大民族のほかにも、欧州委員会など多くの国際機関があるため、欧州連合加盟国出身者が多く住んでいる。近年は旧ベルギー植民地（コンゴ民主共和国、ルワンダ、ブルンジ）だけでなくマグリブ（特にモロッコ）、トルコ、イラン、パキスタン、南アメリカなどからの労働者が増えており、国際色豊かで多民族的な地域となっている。移民は一般にフラマン語ではなくフランス語を学ぶ傾向がある。言語政策のあおりを受け、1969年には、1834年創立のブリュッセル自由大学はフランス語系のUniversité libre de Bruxelles(ULB)とオランダ語系のVrije Universiteit Brussel(VUB)に分離した。

## 歴史
都市名は、オランダ語で「沼の村」を意味するブルークゼーレに由来するといわれ、新石器時代の紀元前2250年ごろから農耕民族が住んでいた。やがてローマ文化を受け入れたガリア人が、センヌ渓谷の沼沢地に定住してローマ帝国の属領とし、紀元前1世紀から2世紀にかけて荘園を増やしていった。
12世紀には、地理的な利点を最大限に活かし、交易と交通の中継点として商業や手工業で栄え、職人や貿易商たちは事業を確立していき、貴族たちは要塞や城を築いて土地の所有権を宣言した。1312年と1356年にはブラバント公の特許状を得ることで、ブリュッセルの交易や産業はさらに発展した。やがてブリュッセルは、現在のベルギーのフランデレン地域とワロン地域の一部、オランダの北ブラバント州を包括していたブラバント公国の最も重要な都市となっていった。
1383年、ブラバント公国の宮廷がルーヴァンからこの地に移され、その後4世紀間にわたって変転するヨーロッパの政治の中心地として繁栄した。1430年にブルゴーニュ公国の支配下に置かれ、シャルル豪胆公の死後の1477年からは、フランシュ＝コンテ、ネーデルラント諸州と共に、シャルル豪胆公の娘マリーと結婚したハプスブルク家のマクシミリアン1世の領土となった。ブリュッセルとブラバント公国は、ラテン語文化圏とゲルマン語文化圏の境界であったが、ハプスブルク家の支配はスペイン領ネーデルラントにおいて、ロマンス語の衰退をもたらした。
1555年にハプスブルク家の神聖ローマ皇帝兼スペイン王カール5世が退位し、息子のフェリペ2世に統治を譲る。ブリュッセルの市民は、スペインに住むこの新しい君主に、宗教、文化、階級の違いからことごとく反発し、暴動を起こした。次第に信奉者が増えていくプロテスタントに対して、カトリックを信奉するスペイン・ハプスブルク家は厳しい弾圧をもってのぞんだ。この宗教的対立は、聖像破壊運動を経てついにプロテスタントの反乱、宗教改革となった。1567年この地域へ派遣されたスペインのネーデルラント総督アルバ公フェルナンド・アルバレス・デ・トレドは、ブリュッセルに司令部をおいて反乱を鎮圧した。彼の恐怖政治によって、エフモント伯ラモラール、ホールネ伯らがここで処刑された。
1576年、ブリュッセルはスペインの支配を脱し、勝利をおさめたネーデルラント連邦共和国に入ったが、1585年にはアレッサンドロ・ファルネーゼが指揮するスペイン軍に攻略され、再びスペイン領ネーデルラントに加えられる。1792年にはフランス革命軍によって占拠され、ナポレオン戦争が終結する1815年までフランスの支配下にあった。1815年のウィーン議定書によって、現在のベルギーとオランダを含むネーデルラント連合王国の都市となった。
1830年、ブリュッセルの王立モネ劇場でオペラの上演中に興奮した観客が暴動を起こし、ベルギー独立革命の引き金を引いた。革命に際しては、ブリュッセルはその中心地となり、1831年にベルギー王国の首都となった。
1940年5月10日、ナチス・ドイツはベルギーに侵攻を開始、同月5月17日にはドイツ軍はブリュッセル郊外に達した。連合国側は兵をブリュッセル西方に引き、ブリュッセルはさして抵抗のないまま陥落した。
かつてブリュッセルは市街地の南北に鉄道のターミナル駅をもち、市の中心部は鉄道網から疎外されていた。1860年代、この間隔に線路を敷設しようという計画がもちあがった。しかし用地の買収は困難を極めた。戦後の1952年に漸く完成し、ブリュッセル中央駅が誕生した。翌年、ブラッセル・コンベンションが誕生した。1958年に万国博覧会を開催し、北大西洋条約機構と欧州委員会の本部をブリュッセルへと誘致した。
1971年8月15日の週末、グラン=プラスで、初めてのフラワーカーペットが開催される。その後フラワーカーペットは不定期に催され、現在は2年に1回、西暦が偶数年の時に開催されている。
2014年11月6日に、緊縮財政政策に反対する12万人規模のデモが行われ、警察が放水車や催涙ガスで応酬した。
2016年3月22日には、ブリュッセル空港と地下鉄駅において、ISIL（イラク・レバントのイスラム国）による連続爆破テロ事件が起きた。

## 気候
ケッペンの気候区分によると、ブリュッセルの気候は西岸海洋性気候（Cfb）に属する。過去100年平均で、年間で200日は降雨がある。
北緯50度に位置するにもかかわらず、北大西洋海流の影響により、冬季の気温が高い。低緯度である北緯35度から北緯40度に位置する飛騨地方や長野県、東北地方よりも冬季の日平均気温と平均最低気温が高く、降雪量も少ない。
| ブリュッセルの気候     | ブリュッセルの気候 | ブリュッセルの気候 | ブリュッセルの気候 | ブリュッセルの気候 | ブリュッセルの気候 | ブリュッセルの気候 | ブリュッセルの気候 | ブリュッセルの気候 | ブリュッセルの気候 | ブリュッセルの気候 | ブリュッセルの気候 | ブリュッセルの気候 | ブリュッセルの気候 |
| 月                     | 1月                | 2月                | 3月                | 4月                | 5月                | 6月                | 7月                | 8月                | 9月                | 10月               | 11月               | 12月               | 年                 |
| ---------------------- | ------------------ | ------------------ | ------------------ | ------------------ | ------------------ | ------------------ | ------------------ | ------------------ | ------------------ | ------------------ | ------------------ | ------------------ | ------------------ |
| 平均最高気温 °C （°F） | 5.7 (42.3)         | 6.6 (43.9)         | 10.4 (50.7)        | 14.2 (57.6)        | 18.1 (64.6)        | 20.6 (69.1)        | 23.0 (73.4)        | 22.6 (72.7)        | 19.0 (66.2)        | 14.7 (58.5)        | 9.5 (49.1)         | 6.1 (43)           | 14.2 (57.6)        |
| 日平均気温 °C （°F）   | 3.3 (37.9)         | 3.7 (38.7)         | 6.8 (44.2)         | 9.8 (49.6)         | 13.6 (56.5)        | 16.2 (61.2)        | 18.4 (65.1)        | 18.0 (64.4)        | 14.9 (58.8)        | 11.1 (52)          | 6.8 (44.2)         | 3.9 (39)           | 10.54 (50.97)      |
| 平均最低気温 °C （°F） | 0.7 (33.3)         | 0.6 (33.1)         | 2.9 (37.2)         | 4.8 (40.6)         | 8.9 (48)           | 11.5 (52.7)        | 13.6 (56.5)        | 13.4 (56.1)        | 10.8 (51.4)        | 7.6 (45.7)         | 3.7 (38.7)         | 1.9 (35.4)         | 6.7 (44.1)         |
| 降水量 mm （inch）     | 76.1 (2.996)       | 63.1 (2.484)       | 70.0 (2.756)       | 51.3 (2.02)        | 66.5 (2.618)       | 71.8 (2.827)       | 73.5 (2.894)       | 79.3 (3.122)       | 68.9 (2.713)       | 74.9 (2.949)       | 76.4 (3.008)       | 81.0 (3.189)       | 852.4 (33.559)     |
| 平均降水日数           | 19.2               | 16.3               | 17.8               | 15.9               | 16.2               | 15.0               | 14.3               | 14.5               | 15.7               | 16.6               | 18.8               | 19.3               | 199                |
| % 湿度                 | 86.6               | 82.5               | 78.5               | 72.5               | 73.2               | 74.1               | 74.3               | 75.5               | 80.9               | 84.6               | 88.2               | 88.8               | 80                 |
| 平均月間日照時間       | 59                 | 77                 | 114                | 159                | 191                | 188                | 201                | 190                | 143                | 113                | 66                 | 45                 | 1,546              |
| 出典：KMI/IRM          |                    |                    |                    |                    |                    |                    |                    |                    |                    |                    |                    |                    |                    |

## 行政
ブリュッセルは地理的にはベルギーの言語境界の北側、フランデレン地域に位置するものの、住民の8割はフランス系であり、この地の扱いがフラマン・ワロン両民族の対立の焦点となっていた。1932年の言語法によってベルギーはフラマン語地域とフランス語地域に分けられたが、ブリュッセルは特別地域として両言語併用の2言語地域とされた。1963年にはブリュッセルに属する19自治体が2言語地域とされた。1970年にはベルギーはフラマン、ワロン、ブリュッセルの3地域に分けられることとなったが、ブリュッセルの扱いにおいて両民族間に対立が生じた。ブリュッセルはフランス語系住民が多く、ブリュッセルをほかの地域と対等とすると、総人口で劣勢なフランス語系がベルギー3地域のうち2地域で優勢を占めることとなる。それを避けたいフラマン系と、影響力を残したいワロン系の論争となったのである。結局、東部のドイツ語共同体にも行政府と議会を設け、「地域」（地理区分）と「共同体」（言語区分）の2本立ての政府を作ることで両勢力に妥協が成立し、1989年には19自治体を領域とするブリュッセル首都地域行政府、ならびに議会が開設された。そして1993年には3つの言語共同体と3つの地域政府からなる国家としてベルギーは完全に連邦化された。
現在、ブリュッセルにはベルギー連邦政府（中央政府）とブリュッセル首都地域政府が置かれているほか、フランデレン地域共同体政府（フランデレンでは言語共同体政府と地域政府は統合している）の政府および議会もおかれている。また、フランス語共同体政府の政府・議会もブリュッセルにあるが、ワロン地域政府は南のナミュールにおかれている。

## 基礎自治体
ブリュッセルは以下の19の基礎自治体から構成されている。 
| 番号 | 市旗 | 市章 | 日本語表記                     | フランス語名          | オランダ語名           | 郵便番号                      | 人口 (2014年) | 面積 (km2) | 人口密度 (人/km2) | 注     |
| ---- | ---- | ---- | ------------------------------ | --------------------- | ---------------------- | ----------------------------- | ------------- | ---------- | ----------------- | ------ |
| 1    |      |      | アンデルレヒト                 | Anderlecht            | Anderlecht             | 1070                          | 115,178       | 17.7       | 6,507             | [ 13 ] |
| 2    |      |      | オーデルゲム                   | Auderghem             | Oudergem               | 1160                          | 32,560        | 9.0        | 3,618             | [ 14 ] |
| 3    |      |      | シント＝アガタ＝ベルヒェム     | Berchem-Sainte-Agathe | Sint-Agatha-Berchem    | 1082                          | 23,690        | 2.9        | 8,169             | [ 15 ] |
| 4    |      |      | ブリュッセル市                 | Ville de Bruxelles    | Stad Brussel           | 1000 1020 1040 1050 1120 1130 | 170,407       | 32.6       | 5,227             | [ 16 ] |
| 5    |      |      | エテルベーク                   | Etterbeek             | Etterbeek              | 1040                          | 46,427        | 3.1        | 14,976            | [ 17 ] |
| 6    |      |      | エーヴェレ                     | Evere                 | Evere                  | 1140                          | 37,957        | 5.0        | 7,591             | [ 18 ] |
| 7    |      |      | フォレ                         | Forest                | Vorst                  | 1190                          | 54,524        | 6.2        | 8,794             | [ 19 ] |
| 8    |      |      | ガンショラン                   | Ganshoren             | Ganshoren              | 1083                          | 23,836        | 2.5        | 9,534             | [ 20 ] |
| 9    |      |      | イクセル                       | Ixelles               | Elsene                 | 1050                          | 83,332        | 6.3        | 13,227            | [ 21 ] |
| 10   |      |      | ジェット                       | Jette                 | Jette                  | 1090                          | 50,237        | 5.0        | 10,047            | [ 22 ] |
| 11   |      |      | ククルベルク                   | Koekelberg            | Koekelberg             | 1081                          | 21,317        | 1.2        | 17,764            | [ 23 ] |
| 12   |      |      | シント＝ヤンス＝モーレンベーク | Molenbeek-Saint-Jean  | Sint-Jans-Molenbeek    | 1080                          | 94,854        | 5.9        | 16,077            | [ 24 ] |
| 13   |      |      | サン＝ジル                     | Saint-Gilles          | Sint-Gillis            | 1060                          | 50,460        | 2.5        | 20,184            | [ 25 ] |
| 14   |      |      | サン＝ジョス＝テン＝ノード     | Saint-Josse-ten-Noode | Sint-Joost-ten-Node    | 1210                          | 27,447        | 1.1        | 24,952            | [ 26 ] |
| 15   |      |      | スカールベーク                 | Schaerbeek            | Schaarbeek             | 1030                          | 131,604       | 8.1        | 16,247            | [ 27 ] |
| 16   |      |      | ユクル                         | Uccle                 | Ukkel                  | 1180                          | 81,089        | 22.9       | 3,541             | [ 28 ] |
| 17   |      |      | ワーテルマール＝ボワフォール   | Watermael-Boitsfort   | Watermaal-Bosvoorde    | 1170                          | 24,408        | 12.9       | 1,892             | [ 29 ] |
| 18   |      |      | ウォリュウェ＝サン＝ランベール | Woluwe-Saint-Lambert  | Sint-Lambrechts-Woluwe | 1200                          | 53,318        | 7.2        | 7,405             | [ 30 ] |
| 19   |      |      | ウォリュウェ＝サン＝ピエール   | Woluwe-Saint-Pierre   | Sint-Pieters-Woluwe    | 1150                          | 40,841        | 8.9        | 4,589             | [ 31 ] |

## EUの首都

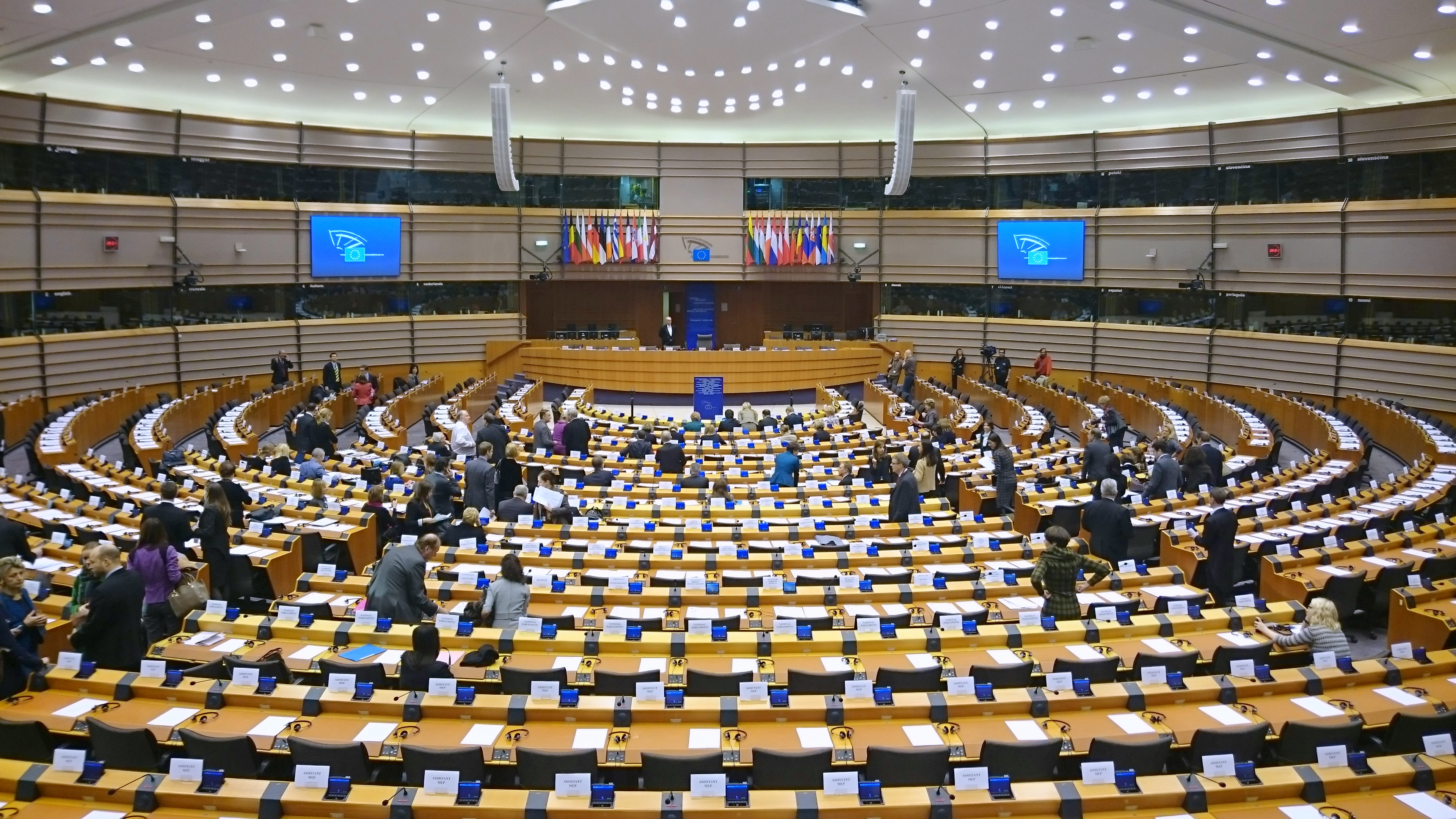
欧州議会

ヨーロッパの中央部にあり、各大国から近く交通の要衝にある上に小国の首都であるブリュッセルには、ヨーロッパ全域にまたがる国際機関の本部が多く置かれている。中でも最も重要なものは、欧州連合の諸機関である。欧州委員会はブリュッセルにあるベルレモン庁舎その他の市内の庁舎に、欧州連合理事会事務局は同じくブリュッセル、ベルレモンの向かいにあるユストゥス・リプシウス庁舎に置かれている。欧州議会の本会議は本部のあるストラスブールで開かれるが、ブリュッセルにも1989年にエスパース・レオポルド会議場が建設され、欧州連合諸機関との連携がとりやすいことから現在では欧州議会の会議の4分の3がブリュッセルで開かれている。欧州連合に明示的な本部の指定はないが、こうしたことからブリュッセルは事実上の欧州連合本部所在地とされている。ブリュッセルで働く欧州連合職員の数は、30,520人に上る。
ブリュッセルに欧州連合の施設が多く立地するのは、その前身である欧州原子力共同体の本部や欧州経済共同体の多くの施設がブリュッセルに置かれていたからである。これに欧州石炭鉄鋼共同体を加えた3機構が1967年7月1日にブリュッセル条約によって統合され、欧州諸共同体体制が発足。このときに各委員会の部局がブリュッセルに置かれることとなり、1969年にはそれを収容するためにベルレモンビルも建設された。
北大西洋条約機構 (NATO) の本部もブリュッセルにある。これは、1966年にフランスのシャルル・ド・ゴール大統領がNATOからの脱退を宣言し、それまで本部のあったパリからの移転を余儀なくされたNATOをベルギー政府が誘致したものである。現在、本部はブリュッセルの北部にあるエヴェレ地区におかれている。また、ベネルクス経済連合やコインブラ・グループ (Coimbra Group)（ヨーロッパの大学連盟）の本部もブリュッセルに存在する。
日本は欧州連合にもNATOにも加盟していないが、政府代表部をブリュッセルに置いている。またアメリカ合衆国通商代表部の事務所が置かれている。
ユーロクリアと国際銀行間通信協会に加え、ロスチャイルド系グループ・ブリュッセル・ランバート本部とソフィナ本部まで抱える。
16世紀より欧州郵便網（帝国郵便）の起点であった歴史を持つ。1893年、フレンチ・コロニアル・ユニオンのジョゼフ・シェレが国際植民地学院の設立を提唱し、翌年に議会の承認を得た。学院は、植民地の行政・法制を比較研究する目的でブリュッセルにおかれた。

## 食文化
ブリュッセルは世界有数の美食の都として知られ、特にグラン＝プラスの北側にあるイロ・サクレ地区には多数のレストランが集まり、地元住民や観光客が多く訪れる。
また、ブリュッセルはベルギー・チョコレートの中心でもあり、ノイハウス、ゴディバ、ピエールマルコリーニ、ヴィタメール、レオニダス、ガレといった有名店が軒並みブリュッセルに本店を構えている。また、ベルギー・ワッフルでも知られている。ワッフルには四角でやわらかくて大きく、上にソースやアイスクリームを乗せるブリュッセル・ワッフルと、丸くて焼いて食べるリエージュ・ワッフルがあるが、ブリュッセルではレストランでブリュッセル・ワッフルを、スタンドでリエージュ・ワッフルを、どちらも食べることができる。

## 見所

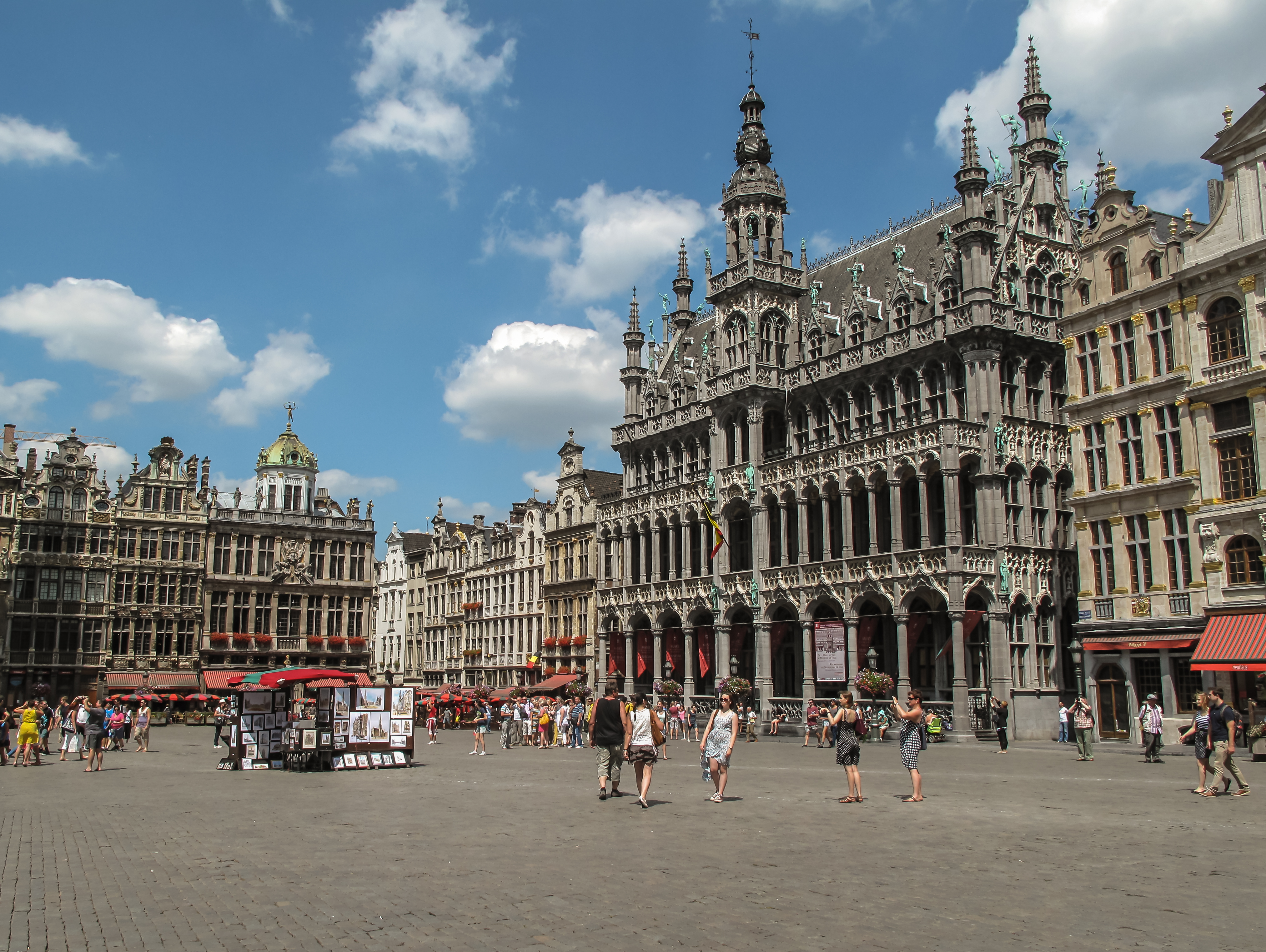
グラン＝プラス

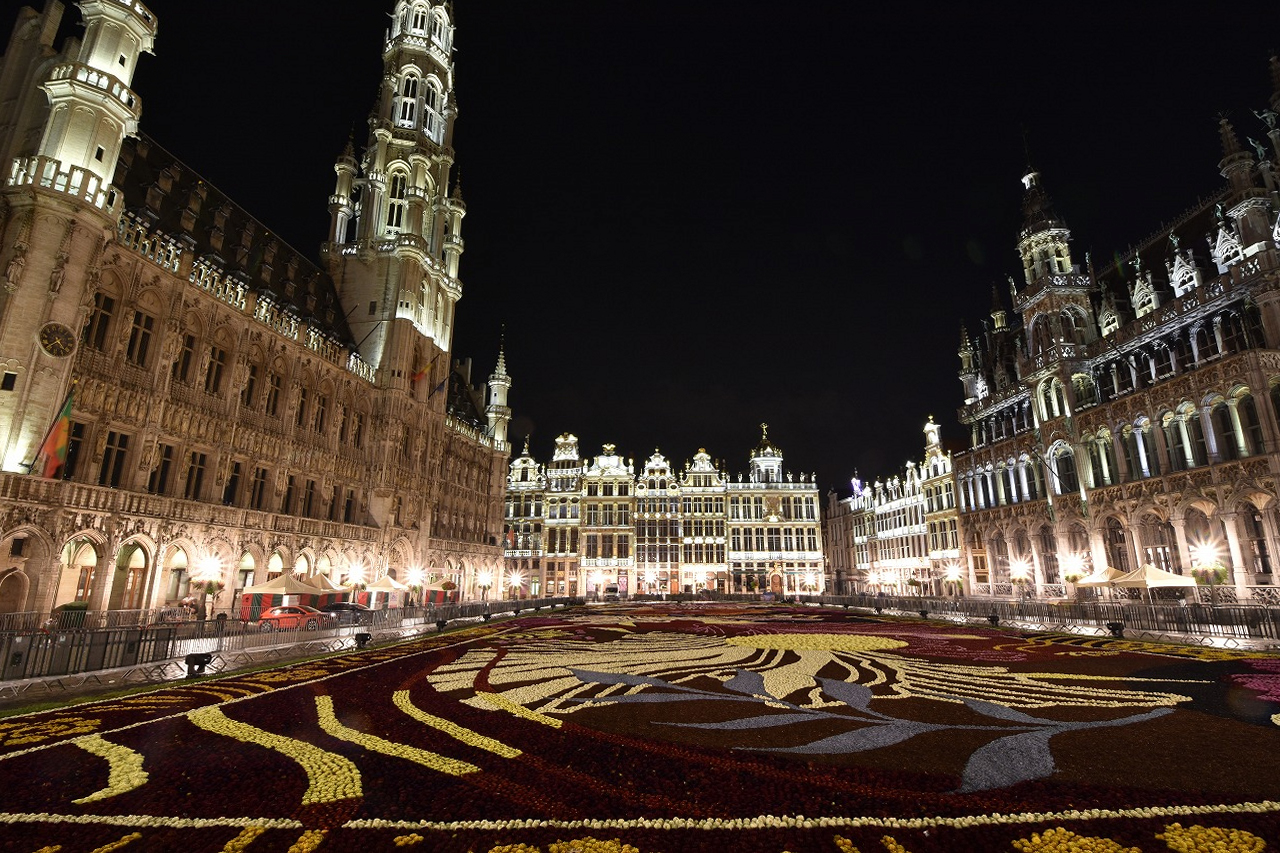
フラワーカーペット（夜景）

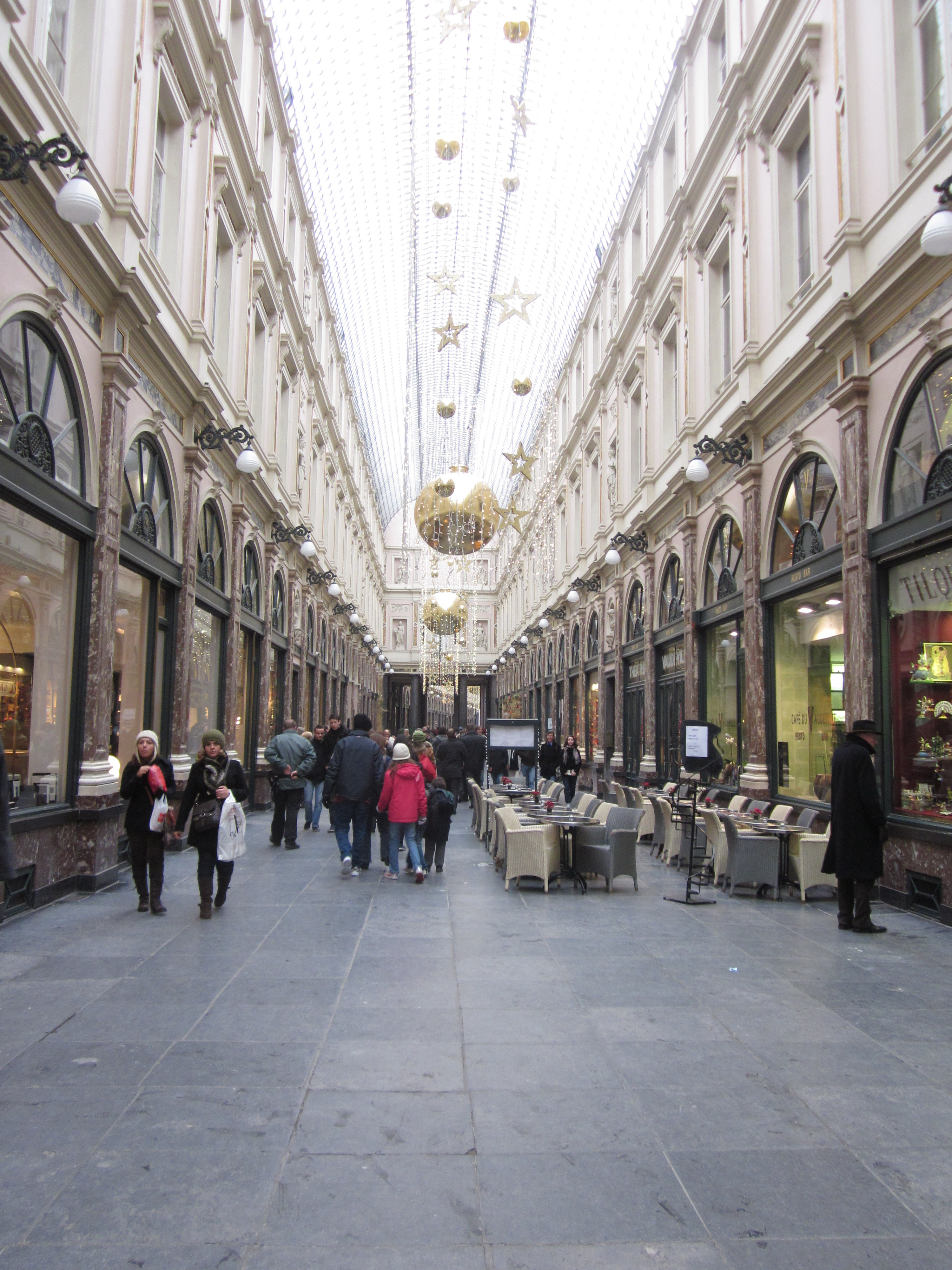
ギャルリー・サン・チュベール

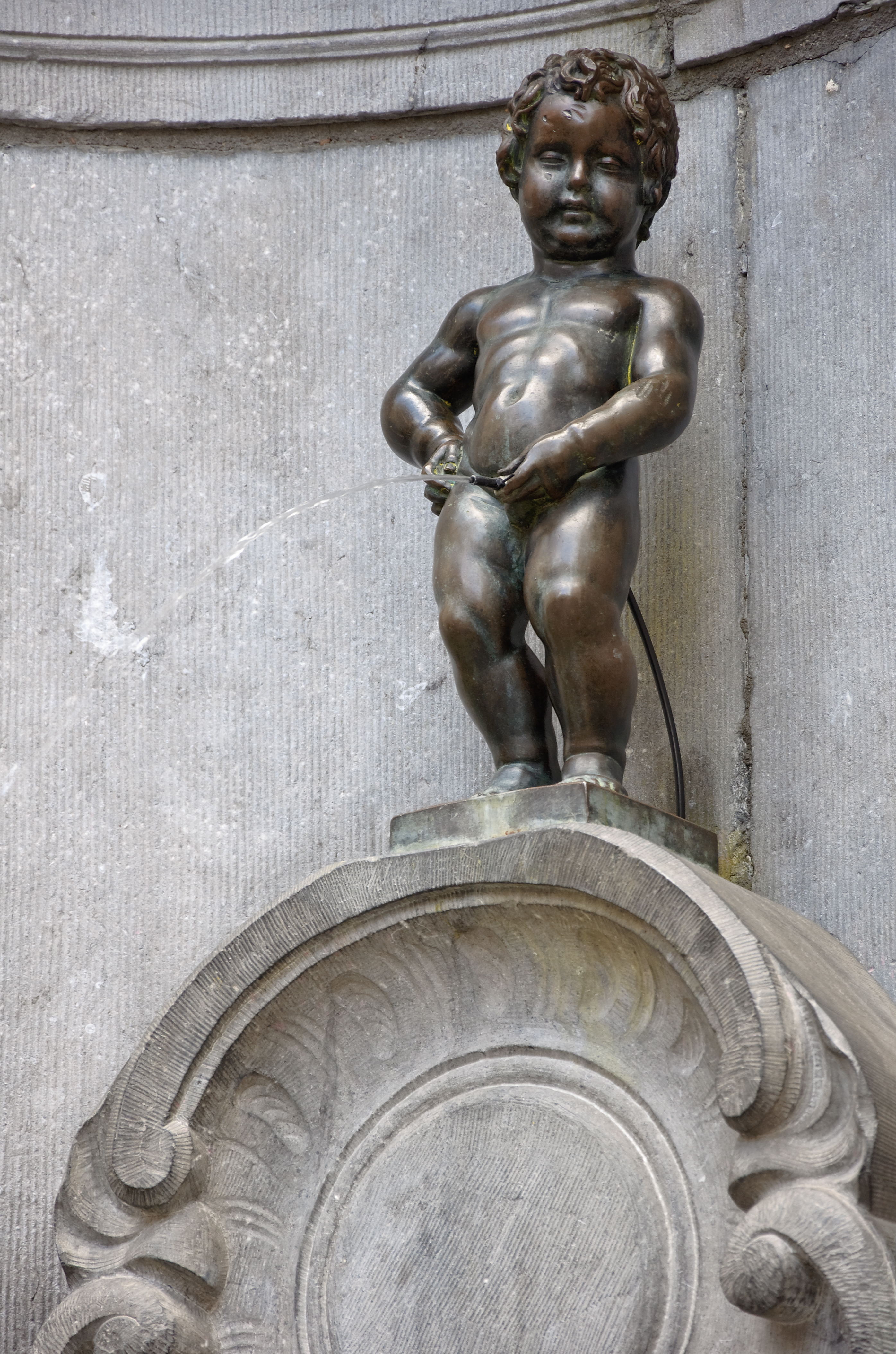
小便小僧

- グラン＝プラス (Grand Place)：世界遺産に登録されている。2年に一度、8月15日の週末にフラワーカーペットが開催される。
- 王の家 (Maison du Roi)
- 市庁舎 (Hotel de Ville)
- 小便小僧 (Manneken Pis)：1619年にジェローム・デュケノワ (Jerome Duquesnoy) によって制作された。毎日さまざまな衣装に着替える。
- 小便少女 (Jeanneke Pis)
- ヨーロッパの像 (Statue of Europe (Unity in Peace))：フランスの彫刻家 Bernard Romain によって制作。
- 王立モネ劇場 (De Munt La Monnaie)：1700年に創立されたオペラ劇場。造幣局の跡地に建設されたためこの名（Monnaie＝お金）が付けられた。
- ギャルリー・サン・チュベール（英語版）：1847年に完成したヨーロッパで最も古いショッピングアーケードのひとつ[33]。
- 聖ミッシェル大聖堂
- コングレ記念塔 - ジョセフ＝プラール（英語版）により設計[34]。塔の頂上部にはレオポルド1世の像がある[35]。
- アトミウム (Atomium) とヘイゼル公園
- 芸術の丘 (Mont des Arts)
- ブリュッセル公園 (Parc de Bruxelles)
- 王宮 (Palais Royal)
- サンカントネール門
- 王立美術館 (Musées Royaux des Beaux-Arts de Belgique : Art Ancien / Art Moderne)
- 市立博物館 (Musées de la Ville de Bruxelles)
- ダヴィッド&アリス・ヴァン・ビューレン美術館 (Musée David et Alice van Buuren)
- ベルギー漫画センター (Centre Belge de la Bande Dessinée)：ヴィクトール・オルタ建築の元ウォーケーズ織物市場を改装。タンタンなどで有名なベルギー漫画の美術館となっている。
- ルネ・マグリット美術館 (Musée Rene Magritte)：ベルギーの生んだシュルレアリスト、ルネ・マグリットがかつて住んだ家。
- オルタの家（Musée Horta）：アール・ヌーヴォーで有名な建築家ヴィクトール・オルタの自宅兼アトリエ。「建築家ヴィクトル・オルタの主な都市邸宅群」のひとつとして世界遺産に登録されている。
- エラスムスの家 (Maison d'Erasme)：16世紀の人文主義者エラスムスがかつて住んだ家。
- ボードゥアン国王競技場

## 交通
- 市の北東11kmのフラームス＝ブラバント州にブリュッセル空港がある。市から南50kmのシャルルロワには、ブリュッセル・サウスシャルルロワ空港もある。こちらはライアンエアーなどが発着し、近年、新ターミナルもオープンした。
- 2015年10月25日から全日本空輸（ANA)が、成田国際空港からブリュッセル空港の定期直行便を開設した。日本とベルギーを結ぶ直行便は2001年10月28日を最後にサベナ・ベルギー航空（現存せず）が撤退して以来、14年ぶりとなる。
- ブリュッセル中央駅はベルギーで利用者が最も多い駅である。ブリュッセル南駅は、タリス（アムステルダムやパリ方面）、ユーロスター（ロンドン方面）、ICE（ケルンやフランクフルト方面）などが発着するターミナル駅。
- ブリュッセル首都圏交通 (STIB/MIVB) が運営するブリュッセル地下鉄には、プレメトロ (premetro) という地下を走行するトラム路線もある。
- 市内では、2003年にはカーシェアのサービスが、2006年には自転車シェア（自転車レンタル）のシステムが導入された。

## スポーツ
- RSCアンデルレヒト - コンスタン・ヴァンデン・ストックスタディオンを本拠地とするサッカークラブ。ジュピラー・プロ・リーグ歴代最多優勝を誇るベルギー国内屈指の名門クラブ
- RWDMブリュッセルFC - エドモン・マシュタン・シュタディオン（英語版）を本拠地としていたサッカークラブ。2014年に解散
- ブリュッセル・デヴィルズ - ブリュッセルにあるラグビークラブ。2021年に新設
- メモリアルヴァンダム - ボードゥアン国王競技場で開催される陸上競技の大会
- ブリュッセル・オープン - WTAテニスのトーナメント。2013年に廃止

## ブリュッセル出身の人物
- オードリー・ヘプバーン：女優
- エルジェ：漫画家
- ジャック・ブレル：歌手
- ジャッキー・イクス：レーシングドライバー
- タレック・サフィジーヌ：総合格闘家
- ルネ・マグリット：画家
- アメリー・ノートン：作家
- マルグリット・ユルスナール：作家
- ピエール・クリフォール：イラストレーター。スマーフの生みの親
- ジャン＝クロード・ヴァン・ダム：俳優
- アンドレ・ヴァンデルノート：指揮者
- フィリップ・ティス：自転車競技選手
- メーテルリンク：詩人、劇作家、随筆家。青い鳥の著者。
- クリストフ・スミヨン：騎手
- 小林慶祐：プロ野球選手
- 柿沢未途：政治家

## 姉妹都市
- 愛知県（日本 中部地方）[36]
- アクヒサル（トルコ共和国 エーゲ海地方 マニサ県）
- アトランタ（アメリカ合衆国 ジョージア州）
- 北京市（中華人民共和国 直轄市）- 1994年-[37]
- ベルリン（ドイツ連邦共和国 ベルリン特別市）
- ブレダ（オランダ王国 北ブラバント州）
- キーウ（ウクライナ キエフ特別市）
- キンシャサ（コンゴ民主共和国 キンシャサ特別市）
- リュブリャナ（スロベニア共和国 クラニスカ地方）
- マクルズフィールド（イギリス イングランド王国 北西イングランド地方 チェシャー州）
- マカオ（中華人民共和国 マカオ特別行政区）
- マドリード（スペイン王国 マドリード州）[38]
- モントリオール（カナダ連邦 ケベック州）
- モスクワ（ロシア連邦 モスクワ連邦市）[39]
- プラハ（チェコ共和国 プラハ首都地域）[40]
- ソフィア（ブルガリア共和国 ソフィア特別市）
- ティラナ（アルバニア共和国 ティラナ州 ティラナ県）[41]
- ワシントンD.C.（アメリカ合衆国 連邦直轄地）[42]

## その他
2005年8月26日、エチオピアのケネニサ・ベケレが同地に位置するボードゥアン国王競技場にて行われたメモリアルヴァンダムの男子10000m走で26分17秒53の世界新記録を打ち立てた。